# KakaoTalk
 KakaoTalk (koreanisch 카카오톡), auch KaTalk (koreanisch 카톡 ([ka tɔːk])), ist ein Instant-Messaging-Dienst zur Nutzung auf Smartphones und Tablets der vom südkoreanischen Unternehmen Kakao angeboten wird. Die zugehörige App ist für die Betriebssysteme Android und iOS verfügbar. In vereinfachten Varianten gibt es KakaoTalk auch für Windows und macOS, zur Registrierung wird aber ein Smartphone und eine Telefonnummer benötigt. Die Unterstützung für Windows Phone und Windows 10 Mobile wurde am 15. Dezember 2016 eingestellt.
Als eine Alternative zum SMS erlaubt KakaoTalk seinen Nutzern das Senden und Empfangen von Nachrichten, Fotos, Videos und Sprachmitteilungen. Telefonate und Konferenzen mit bis zu fünf Teilnehmern sind über das mobile Datennetz ebenfalls möglich.

## Geschichte
Das in Seoul ansässige Unternehmen Kakao Corporation veröffentlichte KakaoTalk am 18. März 2010. Mit dieser App möchte Kakao Corp. mit Facebook und Twitter konkurrieren. Kakao Corp. gehört zu den Android-Top-Entwicklern. Im Mai 2014 gab Kakao Corp. bekannt, mit dem ebenfalls südkoreanischen Unternehmen Daum Communications zu fusionieren, wobei Kakao Corp. den größeren Anteil am neu geschaffenen Unternehmen halten wird. Mitte Oktober 2022 fiel die App zwei Tage lang aus.

## Nutzerzahlen
| Zeitraum    | Registrierte Nutzer |
| ----------- | ------------------- |
| Januar 2012 | ca. 30 Millionen    |
| Juli 2012   | ca. 50 Millionen    |
| Juli 2013   | ca. 100 Millionen   |
| Mai 2014    | ca. 140 Millionen   |

Ende 2020 hatte KakaoTalk weltweit mehr als 52 Millionen aktive Nutzer.

## Funktionen
KakaoTalk ermöglicht seinen Nutzern das Verschicken von Nachrichten, Emoticons, Bildern und Videos an eine Person oder im Gruppenchat. Laut dem Entwickler ist die Kommunikation dabei verschlüsselt. Es ist möglich, andere Nutzer über die KakaoTalk-ID zu finden, ohne deren Mobiltelefonnummer zu kennen. Außerdem gibt es die Funktion Plus Friend, über die neueste Nachrichten der persönlichen Lieblingskünstler verfügbar sind. Zu den beliebtesten KakaoTalk-Nutzern gehören Girls’ Generation, Super Junior und Shinee.
Seit März 2017 stellt KakaoTalk mit Kakao Pay auch einen mobilen Bezahldienst zur Verfügung. Damit kann wie bei den Konkurrenten WeChat und Line Geld überwiesen werden.